# Masacre del Norte

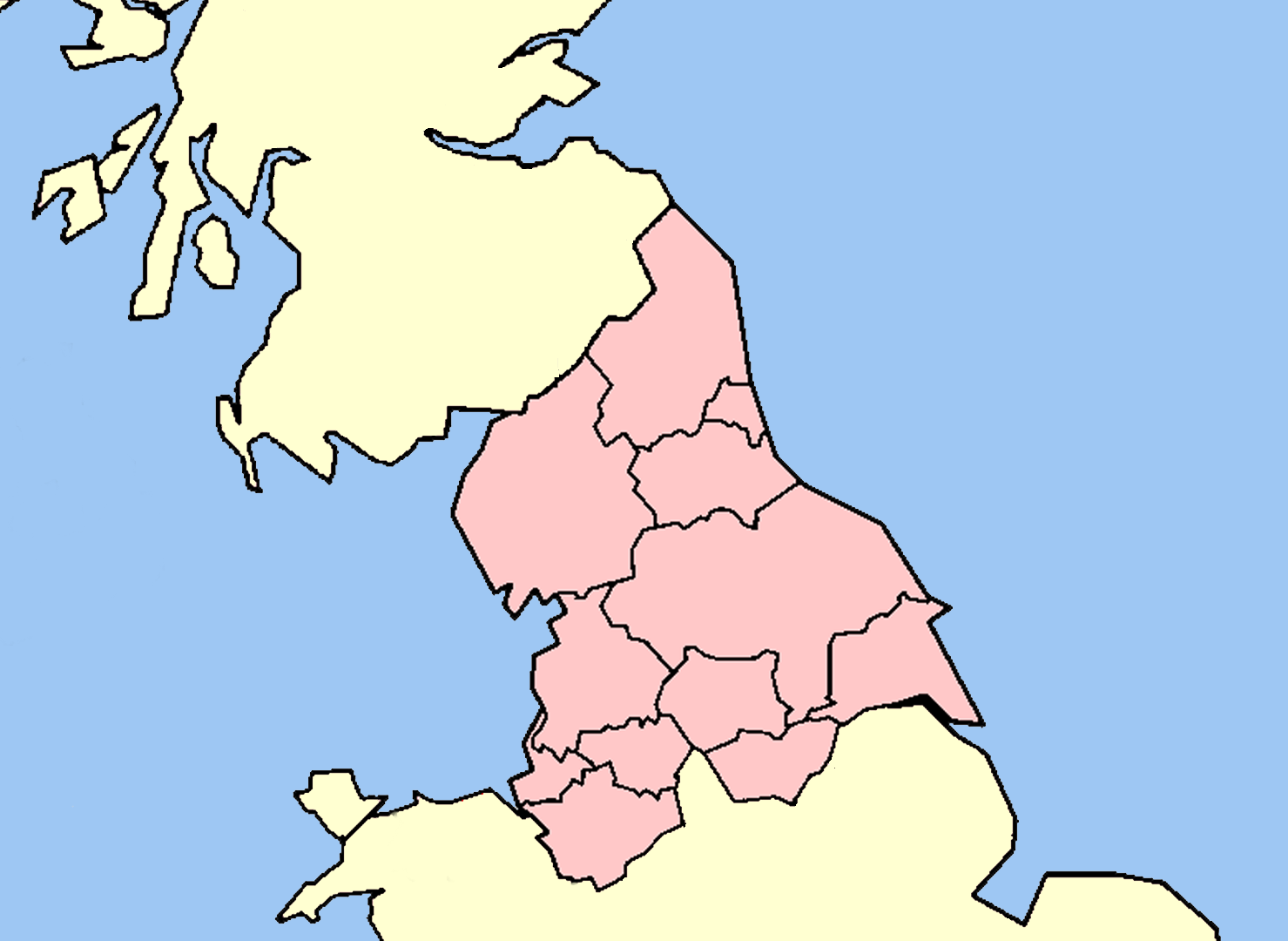
El norte de Inglaterra, con las fronteras de los países de la actualidad.

La Masacre del Norte fueron unas campañas lanzadas por Guillermo el Conquistador en el invierno de 1069-1070 para someter el norte de Inglaterra y que forman parte de la conquista normanda de Inglaterra. Estas campañas eliminaron efectivamente la cuasi-independencia de la región a través de la destrucción a gran escala del territorio, "pacificaron" a la población local y permitieron el reemplazo de la jerarquía anglo-danesa por nobleza de origen normando. Se cree que la cifra de muertos pudo superar los 100 000, y que las pérdidas sociales, culturales y económicas fueron sustanciales. La política de tierra quemada empleada echó a perder muchos suelos y llevó a la despoblación, un hecho que aparece reflejado en el Libro Domesday, escrito casi veinte años después.

## Contexto
Tras la derrota inglesa y la muerte de Haroldo II en Hastings, la resistencia inglesa se concentró en torno a Edgar Atheling, sobrino de Eduardo el Confesor. Se dice que los ingleses admitieron la derrota, no en Hastings, sino en Berkhamsted, dos meses después, cuando Edgar y sus seguidores se sometieron a Guillermo. La población del norte se encontró huérfana de la protección de un rey, ya que la victoria de Guillermo aún no era firme. Pese a no haber jurado nunca lealtad a Edgar, Guillermo consideró rebeldes a los habitantes del norte.
La sociedad anterior a la conquista puede describirse como "angloescandinava", con mezcla de tradiciones vikingas y anglosajonas. El dialecto inglés hablado en Yorkshire era incomprensible para los habitantes del sur, la aristocracia era principalmente de origen danés y los reyes anglosajones ejercían un poder limitado en la región.
Guillermo aseguró su posición con el rápido nombramiento de Copsi, un nativo que había prestado homenaje a Guillermo como conde. Sin embargo, Copsi fue asesinado por Osulf, hijo del Conde Eadulfo III de Bernicia, cuya familia había gobernado durante largo tiempo en la zona. Cuando Osulfo fue, a su vez, asesinado, su primo Gospatric compró el condado a Guillermo. Poco después se unió a Atheling en la rebelión de 1068. Con la ayuda de los condes Edwin de Mercia y Morcar, conde depuesto de Northumbria, Edgar se rebeló contra el nuevo rey, pero fue inmediatamente derrotado. Pidió ayuda a Malcolm III de Escocia, al que le entregó en matrimonio a su hermana Margarita. Con la ayuda recibida, comenzó a negociar con Svend II de Dinamarca, sobrino de Canuto el Grande. En 1069 invadió Inglaterra para reclamar la corona que el Witan le había concedido legalmente. Los rebeldes se reunieron en Durham y asesinaron al conde de Northumbria, un normando llamado Robert de Comines, que había ignorado el consejo de Ethelwino, obispo de Durham.

## La Masacre
En esa situación, Ethelwino abandonó el campamento pro-normando, mientras que un ejército combinado de gaélicos, vikingos y anglos atacaba el norte para asegurar el trono para la antigua dinastía. Este ejército ocupó York, pero no siguió adelante y los northumbrianos no proclamaron la independencia. Guillermo envió inmediatamente un ejército al norte para detener el intento de restauración de la casa de Wessex. Edgar huyó nuevamente a Escocia y, por primera vez en muchos años, el rey de Inglaterra pagó a los daneses por abandonar su suelo.
Desde el río Humber al Tees, los hombres de Guillermo quemaron todos los pueblos y mataron a sus habitantes. Almacenes y ganado fueron destruidos para que cualquiera que hubiera sobrevivido a la masacre inicial muriera de inanición durante el invierno. Se echó sal en la tierra para que no se pudiera cultivar nada en décadas y los supervivientes se vieron forzados al canibalismo Incluso algunos normandos y seguidores de Guillermo se horrorizaron ante estos actos.

El rey no se detuvo ante nada para dar caza a sus enemigos. Aniquiló a mucha gente y destruyó hogares y tierras. En ningún lugar había mostrado tal crueldad. Esto supuso un auténtico cambio.
Para su vergüenza, Guillermo no hizo ningún esfuerzo por controlar su furia, castigando a inocentes junto a los culpables. Ordenó que cosechas y rebaños, útiles y comida fueran reducidos a cenizas. Más de 100 000 personas murieron de hambre.
He alabado con frecuencia a Guillermo en este libro, pero no puedo decir nada bueno de su brutal matanza. Dios le castigará.
Orderico Vital, siglo XI

## Legado
Tras someter a la población, Guillermo llevó a cabo la completa sustitución de líderes anglosajones por normandos en Yorkshire. Entregó a Alain Le Roux el Honor de Richmond en 1071, otorgándole el control de York. Como consecuencia de la desplobación, los terratenientes normandos buscaron colonos para trabajar las tierras. La evidencia sugiere que tales barones deseaban arrendar sus tierras a hombres no desleales. A diferencia de los vikingos, los normandos ocuparon los rangos superiores de la sociedad. Esto permitió que la cultura anglo-escandinava pudiera sobrevivir bajo el dominio normando. Esta evidencia puede verse en muchos tratados:

Muchos nombres de persona de la época pre-conquista aparecen en manuscritos de los siglos XI a XIII. La vigorosa tradición literaria del norte en inglés medio y su distintivo dialecto sugiere la supervivencia de población anglo-escandinava. La relativa escasez de topónimos normandos implica que los nuevos colonos ocuparon sólo los estratos superiores. El Libro Domesday demuestra que, sin embargo, a este nivel, la ocupación de los normandos fue virtualmente completa en Yorkshire.

En 1072 Guillermo nombró a un nuevo conde de Northumbria, eligió a William Walcher como obispo de Durham y firmó la paz con los escoceses. Sin embargo, hasta 1074 no se produjo la paz definitiva entre Edgar y Guillermo.
Desde el punto de vista normando, la estrategia fue un gran éxito y el peligro de rebelión fue erradicado totalmente en amplias áreas del reino. Contemporáneos de Guillermo consideran esta campaña como la más cruel y una mancha en su alma, pero los hechos no tuvieron gran repercusión y no hubo reacciones ante ellos antes de la época Whig.
Sin embargo, los escritos de Simón de Durham en su Libellus De Exordio Atque Procursu Istius, Hoc Est Dunhelmensis, Ecclesie narran que después del asesinato de Walcher, el obispo de Durham, en 1080 por nativos northumbrianos, Guillermo I devastó todas las tierras entre York y Durham. Esto implica que hubo una segunda devastación con saqueos generalizados y que los registros contemporáneos quizá exageraron la extensión de la Masacre.